# Rho Aurigae
Rho Aurigae (20 Aurigae) é uma estrela na direção da constelação de Auriga. Possui uma ascensão reta de 05h 21m 48.41s e uma declinação de +41° 48′ 16.8″. Sua magnitude aparente é igual a 5.22. Considerando sua distância de 642 anos-luz em relação à Terra, sua magnitude absoluta é igual a −1.25. Pertence à classe espectral B5V.